# Jean-Marie Cavada
Jean-Marie Cavada (Épinal, 24 de febrer de 1940) és un polític i periodista francès i eurodiputat per a l'Illa de França. Des de 2011 és el president del Moviment Europeu França.
Va ser membre de l'antiga Unió per a la Democràcia Francesa, que va formar part de l'Aliança dels Liberals i Demòcrates per Europa. Com a diputat pel sud-oest de França, presideix la Comissió de Llibertats Civils, Justícia i Afers d'Interior del Parlament Europeu, és substitut de la Comissió d'Afers Econòmics i Monetaris i membre de la delegació a la Comissió Parlamentària Mixta UE-Romania, de 2004 a 2009. Després del naixement del Moviment Demòcrata, amb membres procedents de la Unió per a la Democràcia Francesa, va crear el seu propi partit, Aliança Cívica per la Democràcia a Europa. A les eleccions al Parlament Europeu de 2009, va ser el tercer membre de la llista de majoria presidencial (UMP/CN/UMG), sota l'etiqueta de Nou Centre. És membre del grup europeu de l'Aliança dels Liberals i Demòcrates per Europa. El 2015 va proposar restringir la llibertat de panorama als països de la Unió Europea, una mesura que va ser rebutjada àmpliament pel Parlament Europeu.
En la seva carrera periodística, va ser director d'informació de France 2, France 3 i TF1 (1974-1982), director general de FR5 (1994-1997) i del grup Radio France (1998-2004).